# XCOM: Enemy Unknown
XCOM: Enemy Unknown – strategiczna gra turowa wydana 9 października 2012 roku przez Firaxis Games, będąca remakiem gry z 1994 roku UFO: Enemy Unknown. 
W listopadzie 2013 został wydany dodatek do gry pod tytułem XCOM: Enemy Within.
5 lutego 2016 roku został wydany sequel pod tytułem XCOM 2, którego wydarzenia dzieją się 20 lat później.

## Fabuła
Akcja gry ma miejsce w niedalekiej przyszłości, w momencie ataku kosmitów na Ziemię. Zadaniem gracza jest zarządzanie organizacją XCOM (EXtraterrestrial Combat Unit) oraz kontrola jej jednostek elitarnych, których zadaniem jest obrona planety przed inwazją.

## Produkcja
Produkcję gry rozpoczęto się w 2008 roku, kierował nią projektant Jake Solomon. W trakcie produkcji gra przeszła wiele zmian przed wersją finalną. Informacje o wydaniu gry ukazały się po raz pierwszy 5 stycznia 2012 roku w Game Informer.
Jest to również pierwsza produkcja Firaxis Games bez nazwania jej nazwiskiem twórcy Sida Meiera. Pomimo iż projektant był dyrektorem ds. rozwoju, nie był jednak bezpośrednio zaangażowany w prace projektu.

## Rozgrywka
Gra rozgrywana jest w dwóch płaszczyznach: jedna to strategiczne zarządzanie całą organizacją, druga to rozgrywka taktyczna jednostkami w terenie oparta na trybie gry turowej.

### Zarządzanie
Rozgrywka strategiczna polega na ogólnym zarządzaniu całą organizacją. Sponsorami jest 16 państw świata, które zwiększają lub zmniejszają fundusze w zależności od reakcji gracza na proponowane przez nie misje. Zlekceważenie kilkakrotnie wezwania danego państwa do podjęcia akcji na jej terenie ostatecznie może powodować wycofaniem jego wpływów.
XCOM ma swoją siedzibę pod ziemią, ekran gry przedstawia jej przekrój. Zarządzanie polega na budowaniu kolejnych podziemnych konstrukcji, badaniach naukowych w laboratoriach oraz produkcji sprzętu tj. broni, pancerza, statków z dodatkowym wyposażeniem lub też w późniejszej części gry usprawnień tego, co jest już w posiadaniu żołnierzy. Produkcja części sprzętu musi być poprzedzona jego wcześniejszymi badaniami. Badania mogą obejmować części statków kosmitów, ich uzbrojenia, czy też wykonywanie ich sekcji zwłok.

### Gra turowa
Zadaniem gracza jest wykonywanie misji w terenie. Rozgrywka terenu walki oparta jest na izometrycznym rzucie perspektywy 3D. Gracz kontroluje grupę żołnierzy (w liczbie od 4 do 6), których zadaniem jest zazwyczaj likwidacja wszystkich obcych na terenie mapy. Do dyspozycji są 4 klasy żołnierzy: assault, heavy, support i sniper. Każdy żołnierz rozpoczyna bez klasy (poza żołnierzami będącymi nagrodą za wykonanie misji), jest ona nadawana automatycznie po zdobyciu odpowiedniego doświadczenia.
W każdej misji obecna jest mgła wojny kryjąca ruchy przeciwnika. Jednostki „widzą” jedynie obszar będący w ich zasięgu wzroku, co powoduje, że niewidoczne są ruchy przeciwnika. Tym samym żołnierze mogą wykorzystywać różnego rodzaju obiekty otoczenia do ukrycia się, otrzymując tym samym dodatkową formę ochrony. Żołnierze w trakcie misji zdobywają punkty doświadczenia, które później można wydać na rozwój postaci. Może to być (w zależności od jednostki), np.: ogień zaporowy lub też korzystanie z kamuflażu. Część akcji jednostki ukazywana jest w formie krótkiej cut scenki.

## XCOM: Enemy Within
15 listopada 2013 został wydany, wymagający instalacji głównej gry, dodatek XCOM: Enemy Within, który zachowuje tę samą fabułę, ale dodaje nowe treści. Poza nowymi broniami, misjami specjalnymi, dodano również możliwość wzmocnienia i usprawnienia żołnierzy przy pomocy inżynierii genetycznej i implantów cybernetycznych, do których wymagana jest specjalna substancja o nazwie "meld", dostępna w niektórych misjach.

## Odbiór gry
XCOM: Enemy Unknown otrzymał wysokie oceny krytyków. Agregator GameRankings przyznał ocenę gry w wersji na PS3: 89,24%, na PC: 89% i na Xbox 360: 88,48% natomiast Metacritic odpowiednio: 90/100, 89/100 i 89/100. Oceny recenzentów były również wysokie: 1UP.com przyznał ocenę A, Eurogamer 9/10, GameSpot 8,5/10 a IGN 8,2/10.